# Вељко Влаисављевић
Вељко Влаисављевић (словен. Veljko Vlaisavljević; Љубљана, 30. јануар 1950) словеначки је гинеколог и академик, инострани члан састава Српске академије науке и уметности од 30. октобра 2003.

## Биографија
Рођен је 30. јануара 1950. у Љубљани као син Србина из Лике и мајке Словенке из Трбовље. Одрастао је у Карловцу где је завршио гимназију. Завршио је основне студије на Медицинском факултету Универзитета у Љубљани 1974. године, специјализацију из гинекологије и породиљства 1980. и докторат андрологије на Медицинском факултету Универзитета у Загребу 1984. Радио је као директор Одељења за научноистраживачки рад Опште болнице у Марибору 1987—2001, као директор Одељења за репродуктивну медицину и гинеколошку ендокринологију Опште болнице у Марибору 1991—2014, као редовни професор на Медицинском факултету Универзитета у Љубљани од 2002, на Институту за репродуктивну биологију, у Центру за интердисциплинарне и мултидисциплинарне студије и као директор Универзитета у Марибору. Године 1983. је први у Словенији основао IVF лабораторију за вантелесну оплодњу у Марибору коју води заједно са сином и 1988. је био иницијатор оснивања првог удружења пацијената. Радом у области репродуктивне медицине је помогао у рађању више од 9000 деце применом вантелесне оплодње и интрацитоплазматском инјекцијом сперматозоида. Члан је Словеначког лекарског друштва, Европског друштва за људску репродукцију и ембриологију и инострани је члан састава Српске академије науке и уметности од 30. октобра 2003. Његова библиографија обухвата више од 500 радова стручне литературе. Добитник је златног грба града Марибора за вишегодишње научно истраживање у области лечења неплодности и хумане ембриологије и допринос међународној ризници знања 2009. Проглашен је за најбољег Мариборчана по оцени новинара и добитник је признања Југословенског друштва гинеколога, Опште болнице у Марибору, Гинеколошке клинике у Љубљани, Секције за употребу ултразвука у медицини Србије и Лекарског друштва.